# Бірчиці
Бі́рчиці —  село в Україні, у Самбірському районі Львівської області. Населення становить 246 осіб. Орган місцевого самоврядування - Новокалинівська міська рада.